# 南澳大利亚州
南澳大利亚州（英語：South Australia，缩写为），簡稱南澳，位於澳大利亚中南部，与澳大利亚大陆的其餘四州及北領地接壤，是澳洲聯邦的一州，是唯一与澳洲大陸上所有聯邦州都接壤的一州，其下劃分為69個地方政府區域。
南澳大利亚南濱印度洋，轄境总面积约1,043,514平方公里，为澳大利亚大陆总面积的1/8、6州中的4大州，其中50%以上是牧地；包括坎加鲁岛（袋鼠岛）和數个较小的岛屿。州內有6.5%的土地成立为国家公园和野生动植物保护区；人口约1806599人（2021年），每平方公里人口密度约为1.5人。
南澳主要生产初级产品，如小麦、羊毛、大麦、水果、葡萄酒、牛肉、羊肉等。
府城阿德莱德市，为澳大利亚继悉尼、墨尔本、布里斯本、柏斯后的人口第五大城市，气候为地中海型气候，夏季干爽，冬季短暂多雨。

## 歷史
南澳大利亚州的人类活动的证据可以追溯到2万年前，在纳拉伯平原的库纳尔达洞穴进行燧石开采活动和岩石艺术。此外，在东南部现在被泥炭沼地覆盖的地区制造了木矛和工具。早在该岛被海平面上升切断之前，袋鼠岛就有人居住。根据线粒体DNA研究，原住民在49000-45000年前从东部（顺时针，沿海岸，从澳大利亚北部）和西部（逆时针）到达艾尔半岛。
英國殖民澳大利亞之初，現在的南澳曾經是新南威爾士殖民地的一部分。1834年，英國國會通過《1834年南澳大利亞法令》，允許設立“南澳大利亞省”。和之前建立的其他殖民地不同，南澳從建立起就沒有流放犯，而是完全由自由移民殖民，殖民計劃由南澳大利亞公司計劃營銷。1836年殖民地宣佈成立，1857年實行民主自治，原來由總督任命的立法局改爲選舉產生、並設立眾議局。1901年南澳大利亞省加入澳大利亞聯邦，成爲南澳大利亞州。

## 地理

### 气候
南澳大利亚州南部为地中海式气候，该州其他其余为干旱或半干旱天气. 本州的平均温度1月份为29 °C (84 °F) ，7月份为15 °C (59 °F) . 有记录的最高温度为50.7 °C (123.3 °F) （Oodnadatta，1960年1月2日）, 此温度同时亦是澳洲官方的最高温记录。最低温度记录是−8.2 °C (17.2 °F)（Yongala，1976年7月29日）。
| 南澳大利亚州                | 南澳大利亚州 | 南澳大利亚州 | 南澳大利亚州 | 南澳大利亚州 | 南澳大利亚州 | 南澳大利亚州 | 南澳大利亚州 | 南澳大利亚州 | 南澳大利亚州 | 南澳大利亚州 | 南澳大利亚州 | 南澳大利亚州 | 南澳大利亚州 |
| 月份                        | 1月          | 2月          | 3月          | 4月          | 5月          | 6月          | 7月          | 8月          | 9月          | 10月         | 11月         | 12月         | 全年         |
| --------------------------- | ------------ | ------------ | ------------ | ------------ | ------------ | ------------ | ------------ | ------------ | ------------ | ------------ | ------------ | ------------ | ------------ |
| 历史最高温 °C（°F）         | 50.7 (123.3) | 48.2 (118.8) | 46.5 (115.7) | 42.1 (107.8) | 36.5 (97.7)  | 34.0 (93.2)  | 34.2 (93.6)  | 36.5 (97.7)  | 41.5 (106.7) | 45.4 (113.7) | 47.9 (118.2) | 49.9 (121.8) | 50.7 (123.3) |
| 历史最低温 °C（°F）         | 0.2 (32.4)   | 0.8 (33.4)   | −2.2 (28.0)  | −3.5 (25.7)  | −6.6 (20.1)  | −8.1 (17.4)  | −8.2 (17.2)  | −6.6 (20.1)  | −4.5 (23.9)  | −4.4 (24.1)  | −2.4 (27.7)  | −0.5 (31.1)  | −8.2 (17.2)  |
| 来源：Bureau of Meteorology |              |              |              |              |              |              |              |              |              |              |              |              |              |

## 教育
主管南澳教育的政府部門為教育及兒童培育署。高等教育系统以澳大利亚八校联盟之一的阿德莱德大學为主体，另有弗林德斯大学及南澳大学。

## 人口统计
截止2021年12月，南澳大利亚州的人口为1806599人，该州大部分人口居住在阿德莱德市区内。

### 移民与原住民
在2016年的人口普查中，28.9%的人口出生在海外，五个最大的海外出生群体来自英国（5.8%）、印度（1.6%）、中国（1.5%）、意大利（1.1%）和越南（0.9%）。
2016年，2%的人口，即34184人被认定为土著澳大利亚人（澳大利亚原住民和托雷斯海峡岛民）

### 语言
在2016年人口普查中，78.2%的人口在家里只说英语，家里最常用的其它语言是意大利语（1.7%）、普通话（1.7%）、希腊语（1.4%）、越南语（1.1%）和粤语（0.6%）

### 宗教
在2016年的人口普查中，53.9%的受访者确定了基督教的某些变体。9%的受访者选择不陈述宗教。最常见的提名回答是“无宗教”（35.4%）、天主教（18%）、英国国教（10%）和团队教会（7.1%）。

## 州徽
本州徽乃由澳大利亚君主伊麗莎白二世女王陛下於1984年4月19日御前授與。

## 地方政府自治体

### 都会区
| 排名 | 都会区名稱          | 2016人口  |
| ---- | ------------------- | --------- |
| 1    | 阿德莱德 SUA        | 1,277,431 |
| 2    | 芒特甘比尔 SUA      | 28,684    |
| 3    | 维克多港-古尔瓦 SUA | 25,503    |
| 4    | 怀阿拉 SUA          | 21,751    |
| 5    | 墨累桥 SUA          | 17,559    |
| 6    | 林肯港 SUA          | 15,685    |
| 7    | 皮里港 SUA          | 14,007    |
| 8    | 奥古斯塔港 SUA      | 13,515    |